# Чемпіонат Латвії з футболу серед жінок
Чемпіонат Латвії з футболу серед жіночих команд латис. Sieviešu futbola līga — щорічне змагання для латвійських жіночих футбольних клубів, проведиться Латвійською федерацією футболу. Найтитулованіший клуб Латвії — ризький РФШ (6 чемпіонських титулів).
Чемпіон Латвії отримує право наступного сезону виступити в Лізі чемпіонів. Оскільки виступи в турнірі не є обов'язковими, то до сезону 2011/12 років жоден латвійський клуб не виступав на міжнародній арені. Першим представником країни в єврокубках став «Металургс» (Лієпая).

## Команди-учасниці
сезону 2022 року (7)
- «Ауда»
- РФШ
- «Рига» (Рига)
- «Метта»
- «Олайне»
- «Єцава»
- «Супер Нова/РТУ»

сезону 2019 року (6)
- РФШ
- «Динамо» (Рига)
- «Метта»
- «Олайне»
- «Рига Юнайтед»
- БФК (Даугавпілс)

## Переможці
- -2003?:
- 2004: «Цериба-46 вск.»
- 2005: Saldus FK - Lutriņi
- 2006: «Цериба-46 вск.»
- 2007: FK Lutriņi
- 2008: «Сконто / Цериба»
- 2009: «Сконто / Цериба»
- 2010: Металургс (Лієпая)
- 2011: «Сконто / Цериба»
- 2012: «Металургс» (Лієпая)
- 2013: РФШ
- 2014: РФШ[2]
- 2015: РФШ[3]
- 2016: РФШ
- 2017: РФШ
- 2018: РФШ
- 2019: «Динамо» (Рига)[4][5]
- 2020: РФШ
- 2021: РФШ